# Еремеев, Олег Аркадьевич
Оле́г Арка́дьевич Ереме́ев (28 сентября 1922, Петроград, РСФСР — 16 марта 2016) — русский (советский, позднее современный российский) живописец и педагог, член Санкт-Петербургского Союза художников (до 1992 года — Ленинградской организации Союза художников РСФСР). Народный художник РФ (1994), Заслуженный деятель искусств РСФСР (1981), академик Российской академии художеств, действительный член Российской академии естественных наук, действительный член Петровской академии наук и искусств, профессор. Ректор Института живописи, скульптуры и архитектуры им. И. Е. Репина Российской Академии художеств (1990—2001).

## Биография
Родился 28 сентября 1922 года в Петрограде. Участник Великой Отечественной войны, воевал на Юго-Западном и 4-м Украинском фронтах.
В 1951 году поступил на живописный факультет Ленинградского института живописи, скульптуры и архитектуры имени И. Е. Репина, который окончил в 1957 году по мастерской Бориса Иогансона с присвоением квалификации художника-живописца. Дипломная работа — картина «Ленин».
Участник выставок с 1957 года. Член Ленинградского Союза художников с 1957 года. Писал жанровые и исторические композиции, портреты, пейзажи. С конца 1950-х преподавал в Ленинградском институте живописи, скульптуры и архитектуры имени И. Е. Репина, профессор, заведующий кафедрой рисунка, руководитель персональной живописной мастерской, в 1990—2001 годах — ректор. Заслуженный деятель искусств РСФСР, академик Российской академии художеств (2001), народный художник Российской Федерации (1994). Персональные выставки в Санкт-Петербурге (1997, 2003, 2008, 2010), Пекине (2000), Токио (2002).
Автор картин «У памятника героям», «Скульптор И. Осунде» (обе 1964), «Утро» (1965), «Портрет дочери» (1973), «Мужчины в море» (1975), «Костры Октября» (1977), «Портрет художницы» (1980), «Зима в Юкках» (1996) и др.
Скончался 16 марта 2016 года на 94-м году жизни.
Произведения О. А. Еремеева находятся в музеях и частных собраниях в России, Великобритании, Германии, США, Италии, Корее, Китае, Франции и других странах.

## Выставки
- 1964 год (Ленинград): Ленинград. Зональная выставка.
- 1965 год (Ленинград): Весенняя выставка произведений ленинградских художников.
- 1975 год (Ленинград): Наш современник. Зональная выставка произведений ленинградских художников.
- 1985 год (Ленинград): 40 лет Великой победы. Выставка произведений художников - ветеранов Великой Отечественной войны.

## Персональные выставки
- 1996 год - "Рисунок", Тяньцзинь.
- 1997 год - "Живопись. Рисунок", Санкт-Петербург (музей российской АХ)
- 2000 год - "Живопись. Рисунок", Пекин
- 2002 год - "50 лет с Академией", Луга
- 2003 год - "Только рисунок", Санкт-Петербург (музей российской АХ)
- 2004 год - "Цветы и женщины", Санкт-Петербург
- 2006 год - "Храмы, крепости, монастыри", Псков
- 2007 год - "Светлана", Санкт-Петербург
- 2008 год - "Мои современники", Санкт-Петербург
- 2010 год - "Двое в пути", Санкт-Петербург
- 2011 год - "Живопись, графика", Шанхай - Пекин
- 2012 год - "Победители", Санкт-Петербург - Луга
- 2013 год - "Из Петербурга в Оренбург", Оренбург
- 2014 год - "Есть на свете город Луга...", Луга
- 2017 год - "ХХ - XXI в.в. Избранное", Санкт-Петербург
- 2018 год - "Живопись. Графика", Санкт-Петербург (музей при РАХ)

## Награды и звания
- Орден Дружбы (1997)[12].
- Орден Отечественной войны II степени.
- Орден «Знак Почёта».
- Медаль «За оборону Кавказа».
- Медаль «За победу над Германией в Великой Отечественной войне 1941—1945 гг.»[13].
- Народный художник Российской Федерации (21 июня 1994) — за большие заслуги в области изобразительного искусства[14].
- Заслуженный деятель искусств РСФСР (1981).
- Благодарность Законодательного Собрания Санкт-Петербурга (2002)[15].